# Distretto di Cachicadán
Il distretto di Cachicadán  è uno degli otto  distretti della provincia di Santiago de Chuco, in Perù. Si trova nella regione di La Libertad e si estende su una superficie di 266,5  chilometri quadrati.